# Doryopteris angustata
Doryopteris angustata är en kantbräkenväxtart som beskrevs av Sehnem. Doryopteris angustata ingår i släktet Doryopteris och familjen Pteridaceae. Inga underarter finns listade.